# 雄物川町造山
雄物川町造山（おものがわまちつくりやま）は、秋田県横手市の大字。郵便番号は013-0212。人口は571人、世帯数は192世帯（2020年10月1日現在）。

## 地理
横手市西部、雄物川地域の南部に位置している。東で雄物川町東里、西で雄物川町南形、北で雄物川町今宿、南で雄物川町柏木・雄物川町谷地新田と隣接する。
田園地帯が広がっており、道路沿いに集落が形成されている。
国道107号と、主要地方道である秋田県道13号湯沢雄物川大曲線が通っており、町内で重複が解消される。
2005年（平成17年）頃より始まった発掘調査により、藤原朝狩が759年（天平宝字3年）に築造したとされる雄勝城の推定地として有力になってきている。同地区に点々と存在する遺跡群は「造山遺跡群」と称されている。

### 河川
- 石持川

### 小字
- 字蝦夷塚（えぞづか）
- 字栗林（くりばやし）
- 字志戸ケ池（しどがいけ）
- 字社ノ前（しゃのまえ）
- 字造山（つくりやま）

- 字十足馬場（とあしばば）
- 字広田表（ひろたおもて）
- 字南田（みなみた）
- 字耳取（みみどり）

## 世帯数と人口
2020年（令和2年）10月1日現在の世帯数と人口は以下の通りである。
| 丁目         | 世帯数  | 人口  |
| ------------ | ------- | ----- |
| 雄物川町造山 | 192世帯 | 571人 |

### 人口の推移
以下は国勢調査による1995年（平成7年）以降の人口の推移。
| 年                 | 人口 |
| ------------------ | ---- |
| 1995年（平成7年）  | 747  |
| 2000年（平成12年） | 703  |
| 2005年（平成17年） | 694  |
| 2010年（平成22年） | 619  |
| 2015年（平成27年） | 577  |
| 2020年（令和2年）  | 571  |

## 小・中学校の学区
市立小・中学校に通う場合、学区（校区）は以下の通りとなる。
| 番地 | 小学校               | 中学校                 |
| ---- | -------------------- | ---------------------- |
| 全域 | 横手市立雄物川小学校 | 横手市立横手明峰中学校 |

## 交通

### 鉄道
町内に駅はない。最寄り駅は平鹿町醍醐にあるJR東日本・奥羽本線の醍醐駅。
1971年まで横荘線の羽後里見駅があった。

### 道路
- 国道107号
- 秋田県道13号湯沢雄物川大曲線（主要地方道）

## 施設
- 里見郵便局
- スーパーセンタートラスト 雄物川店
- 薬王堂 横手雄物川店
- ファミリーマート 横手雄物川店